# فرودگاه خارگ
فرودگاه خارگ یا فرودگاه خارک (یاتا: KHK، ایکائو: OIBQ) فرودگاهی در جزیرهٔ خارگ در ایران است.

## شرکت‌های هواپیمایی و مقصدهای پروازی
| شرکت‌های هواپیمایی   | مقصدهای پروازی |
| ------------------- | --- |
| هواپیمایی نفت ایران | فرودگاه بین‌المللی شهید بهشتی اصفهان، فرودگاه بین‌المللی شهید دستغیب شیراز، فرودگاه بین‌المللی مهرآباد، فرودگاه بین‌المللی اهواز |
| هواپیمایی ماهان     | فرودگاه بین‌المللی شهید بهشتی اصفهان، فرودگاه بین‌المللی شهید دستغیب شیراز                                                     |